# Häggite
L'häggite è un minerale.